# Чукалка
Чукалка — река в России, протекает в Краснослободском, Ельниковском, и Темниковском районах Республики Мордовия. Устье реки находится в 25 км по правому берегу реки Урей. Длина реки составляет 15 км, площадь водосборного бассейна — 48,5 км².
Исток реки юго-восточнее села Чукалы в 12 км к северо-западу от города Краснослободск. В верхнем течении река образует границу Краснослободского и Ельниковского районов, далее течёт по Краснослободскому району. В то же время, нижнее течение проходит по территории Темниковского района. Генеральное направление течения реки — северо-запад. На реке стоит село Чукалы. Впадает в Урей у села Булаево.

## Данные водного реестра
По данным государственного водного реестра России относится к Окскому бассейновому округу, водохозяйственный участок реки — Мокша от истока до водомерного поста города Темников, речной подбассейн реки — Мокша. Речной бассейн реки — Ока.
По данным геоинформационной системы водохозяйственного районирования территории РФ, подготовленной Федеральным агентством водных ресурсов:
- Код водного объекта в государственном водном реестре — 09010200112110000027919
- Код по гидрологической изученности (ГИ) — 110002791
- Код бассейна — 09.01.02.001
- Номер тома по ГИ — 10
- Выпуск по ГИ — 0